# Laura Pollán

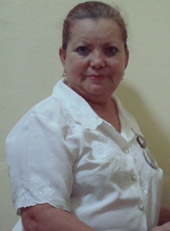
Laura Pollán

Laura Inés Pollán Toledo (ur. 13 lutego 1948 w Manzanillo, zm. 14 października 2011 w Hawanie) – kubańska nauczycielka, działaczka opozycyjna na rzecz praw człowieka, założycielka i liderka grupy dysydentów Kobiet w Bieli.
18 marca 2003 kubańskie władze rozpoczęły masowe aresztowania, w wyniku których pod zarzutem działalności kontrrewolucyjnej ujęto 75 mężczyzn związanych z kubańską opozycją (tzw. Czarna Wiosna). Wszyscy otrzymali wyroki pozbawienia wolności na 6-28 lat. Pośród nich był mąż Pollán, Héctor Fernando Maseda Gutiérrez, który został skazany na 20 lat więzienia. W reakcji na werdykt, Laura Pollán wraz z Bertą Soler i grupą innych kobiet, głównie żon, matek i córek uwięzionych, zapoczątkowała ruch społeczny Kobiety w Bieli. W każdą niedzielę po mszy w kościele pw. św. Rity, patronki spraw beznadziejnych, maszerowały w białych strojach ulicami Hawany w proteście przeciwko uwięzieniu mężczyzn. W 2004 Pollán zrezygnowała ze swojej dotychczasowej pracy w liceum, gdzie uczyła literatury, i w pełni poświęciła się działalności na rzecz praw człowieka. Do lutego 2011, na skutek zawartego w 2010 porozumienia pomiędzy kościołem rzymskokatolickim a Raúlem Castro, zwolniono wszystkich przetrzymywanych.  Kobiety w Bieli kontynuowały protesty, zarówno na rzecz więźniów sumienia, ale też osób więzionych za politycznie motywowane przestępstwa z użyciem siły.
Pollán była wielokrotnie szykanowana w różny sposób przez władze kubańskie.  Wyrażała obawy, że 24 września 2011, kiedy została pobita, wstrzyknięto jej do organizmu szkodliwe substancje.  Tego rodzaju praktyki były stosowane przez tajną policję wobec innych opozycjonistów.
Pollán przebywała w szpitalu od 7 października 2011 z powodu chorób układu oddechowego. 14 października przeprowadzono zabieg tracheotomii, zmarła tego samego dnia, cierpiała na cukrzycę, a także zdiagnozowano u niej dengę, nie były to jednak bezpośrednie przyczyny zgonu.  Po jej śmierci policja uniemożliwiła innych osobom związanym z Kobietami w Bieli udział w jej pogrzebie.
Miała jedną córkę, Laurę Marię, z pierwszego małżeństwa.